# L'Espluga Calba
L'Espluga Calba là một đô thị trong tỉnh Lleida, cộng đồng tự trị Catalonia Tây Ban Nha. Đô thị L'Espluga Calba có diện tích là 21,34 ki-lô-mét vuông, dân số năm 2009 là 427 người với mật độ 20,01 người/km². Đô thị L'Espluga Calba có cự ly km so với tỉnh lỵ Lleida.